# Catatumbo
Der Catatumbo ist ein Gebiet im Nordosten vom Departamento Norte de Santander in der geographischen Region der östlichen Kordillere in Kolumbien. Das Gebiet erhielt seinen Namen vom Fluss Catatumbo.

## Geschichte
Im Zuge der Kolonisation gab es unterschiedliche landwirtschaftliche Nutzungen des Gebietes: Im 17. Jahrhundert wurden überwiegend Zuckerrohr und Kakao angebaut, später war es dann Kaffee.
Im 20. Jahrhundert wurde Erdöl wichtiger in der globalen Ökonomie. Der Catatumbo entwickelte sich zu einem der Hauptfördergebiete Kolumbiens. 1918 erhielt die Compañía de Petróleos de Colombia SA die Förderkonzession, die nach General Virgilio Barco Martinez Concesión Barco genannt wurde. 1936 wechselte die Konzession zu den US-amerikanischen Unternehmen Texas Petroleum Company und Mobil Oil.